# Wolfenstein: Cyberpilot
Wolfenstein: Cyberpilot — компьютерная игра в жанре шутера от первого лица, разработанная Arkane Studios и MachineGames и изданная Bethesda Softworks. Игра была выпущена в 2019 году для PlayStation 4 и персональных компьютеров под управлением Windows. Игра получила смешанные отзывы от критиков.

## Игровой процесс
Wolfenstein: Cyberpilot является игрой в жанре шутера от первого лица для очков виртуальной реальности, где игрок поочередно управляет несколькими типами боевых роботов. Управление осуществляется с помощью джойстика или контроллеров движения VR-очков.

## Сюжет
События игры происходят незадолго до событий Wolfenstein: Youngblood в Новом Париже. Игрок берёт на себя роль Киберпилота, которого завербовали бойцы французского сопротивления, который взламывает и поочередно дистанционно управляет Панцерхундом — механическим боевым псом с огнеметом, беспилотником и Цитаделью — гигантским роботом стреляющим пулями и ракетами. Прорвавшись через врагов главный герой шаг за шагом уничтожает Брудер-3 — гигантскую нацистскую охранную башню. В конце Киберпилот, который сам оказывается взломанным немецким боевым роботом, находящимся в Брудере-3, расстреливает несколько волн нацистов, после чего его спасают бойцы сопротивления.

## Разработка и выпуск
Игра была анонсирована 10 июня 2018 года в ходе конференции Bethesda на выставки E3 2018. В качестве платформ выхода были названы персональные компьютеры под управлением Windows c HTC Vive или VR-гарнитурами совместимыми с Windows Mixed Reality и игровые приставки PlayStation 4 с PlayStation VR. Wolfenstein: Cyberpilot была выпущена 25 июля 2019 года, в один день с Wolfenstein: Youngblood.

## Восприятие
| Сводный рейтинг | Сводный рейтинг          |
| Агрегатор       | Оценка                   |
| --------------- | ------------------------ |
| GameRankings    | 50,71 %                  |
| Metacritic      | (PC) 54/100 (PS4) 50/100 |
| OpenCritic      | 49/100                   |

Игра получила смешанные отзывы от критиков. Средний балл ПК-версии на агрегаторе оценок Metacritic составил 54 балла из 100 возможных, версии для PlayStation 4 — 50 баллов. На агрегаторе Opencritic средний балл составил 49 баллов из 100 возможных.